# Jhonatan Narváez
Jhonatan Narváez, född 4 mars 1997 i Playón de San Francisco, är en ecuadoriansk professionell landsvägscyklist.

## Karriär
Narváez har cyklat professionellt sedan 2016. Bland hans meriter kan nämnas två etappvinster i Giro d'Italia, 2020 respektive 2024.